# 花 (橘子新樂園單曲)
《花》，是日本樂團橘子新樂園的第8張單曲。2004年10月20日發行。是他們迄今銷量最高的單曲和代表作之一。

## 簡介
是同年由中村獅童和竹內結子的東寶系電影《現在，很想見你》的主題曲，電影取得很大的成功，票房高達48億日元。很多人觀影之後都直接去唱片店購買主題曲《花》的單曲CD。
單曲發行後連續四個星期取得Oricon公信榜單曲週榜冠軍，連續六週的週間銷量都超過10萬。
是2004年日本單曲銷量的第4位，2005年的第21位。出貨量超過百萬，獲得日本唱片協會的百萬唱片認證。Oricon總銷量高達999,789張，累計銷量比2004年單曲年榜的前三位單曲都高。也是橘子新樂園自身迄今最高銷量的單曲作品。
在Oricon公信榜的統計中距離百萬銷量僅差211張，是目前和Oricon百萬銷量距離最近的單曲。
榮獲2005年度MTV日本音樂錄影帶大獎的年度最佳音樂錄影帶獎、JASRAC賞金賞等獎項。
在2005年底的第56回NHK紅白歌合戰舉行之前的觀眾期待歌曲調查中，是白組第二最期待演出的歌曲，但是橘子新樂園以在家鄉沖繩進行演唱會優先為由辭退了演出邀請。
是2005年度Oricon卡拉OK榜冠軍歌曲。

## 收錄曲目
1. 花
東寶系電影《現在，很想見你》的主題曲
au by KDDI的廣告歌
2. 花想
3. 花 original track